# Gran Premio de Italia de Motociclismo de 2010

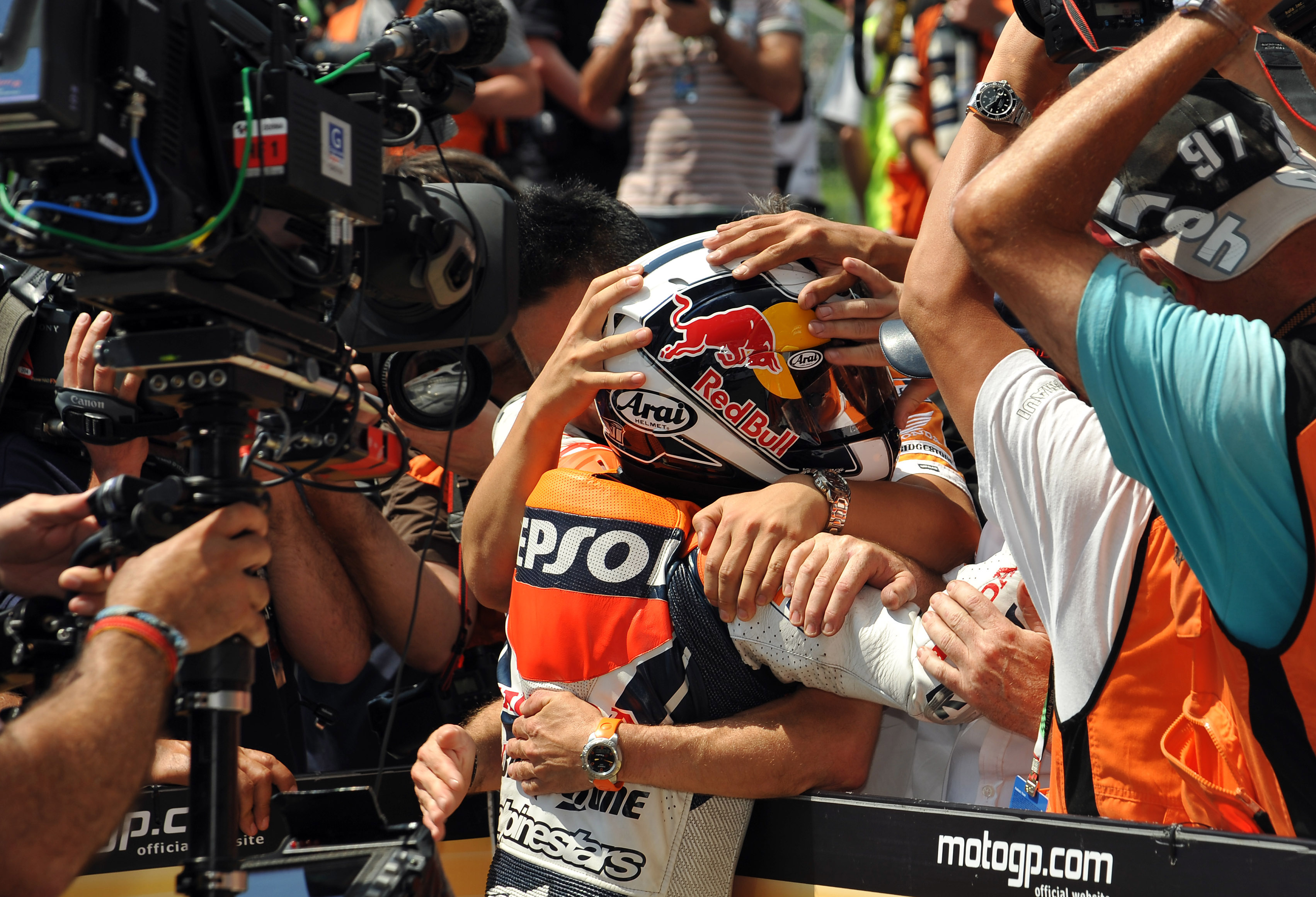
Dani Pedrosa, ganador del Gran Premio De Motociclismo De Italia De 2010

Mapa Del Autódromo Internacional del Mugello

El Gran Premio de Italia de Motociclismo de 2010 fue la cuarta prueba del Campeonato del Mundo de Motociclismo de 2010. Tuvo lugar en el fin de semana del 4 al 6 de junio de 2009 en el Autódromo Internacional del Mugello, situado en la ciudad de Mugello, Italia. La carrera de MotoGP fue ganada por Dani Pedrosa, seguido de Jorge Lorenzo y Andrea Dovizioso. Andrea Iannone ganó la prueba de Moto2, por delante de Sergio Gadea y Simone Corsi. La carrera de 125cc fue ganada por Marc Márquez, Nicolás Tero l fue segundo y Pol Espargaró tercero.

## Resultados

### Resultados MotoGP

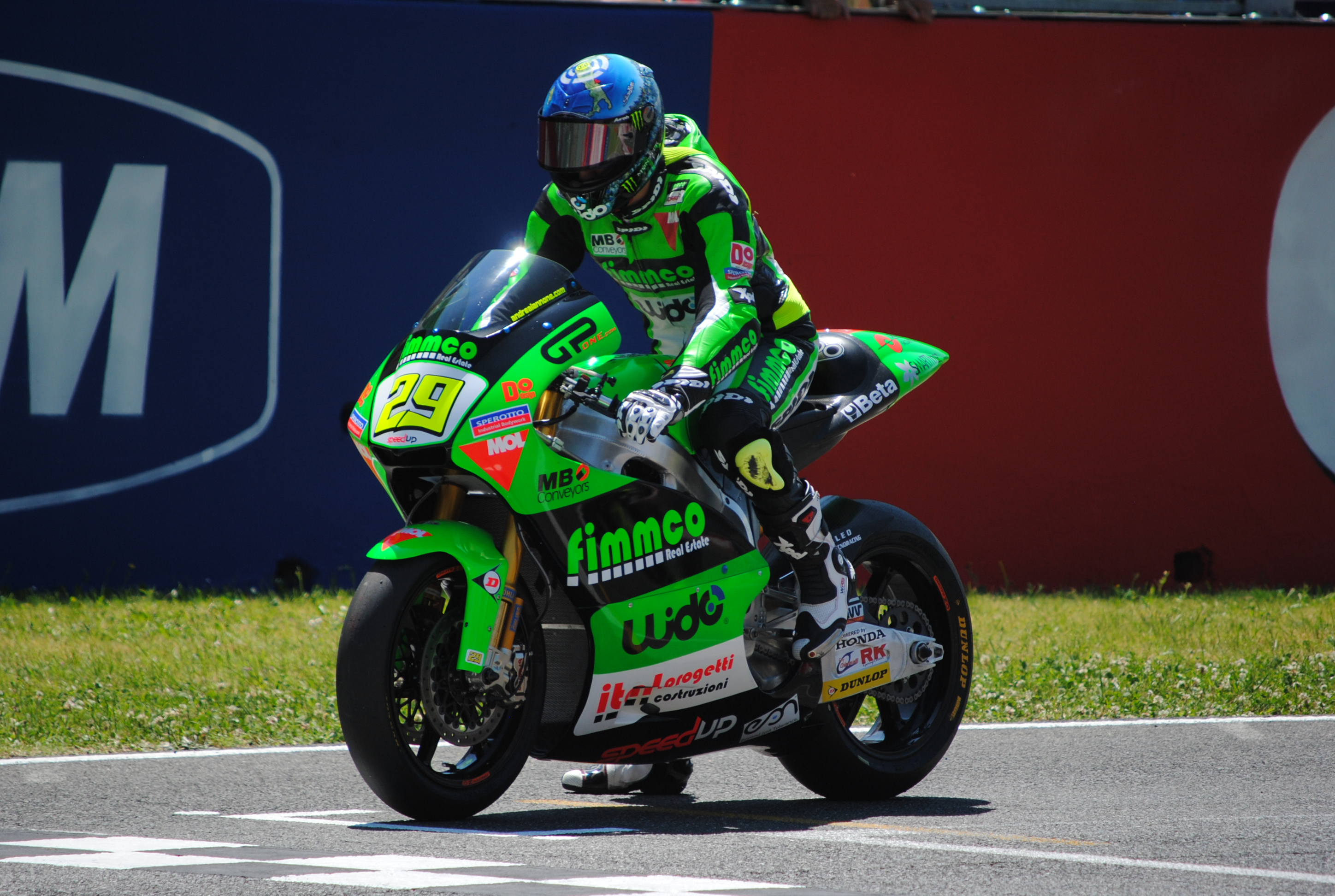
Andrea Iannone, ganador del Gran Premio De Motociclismo De Italia Del 2010 De Moto2

| Pos.            | N.º | Piloto           | Constructor | Vueltas | Tiempo       | Parrilla | Pts. |
| --------------- | --- | ---------------- | ----------- | ------- | ------------ | -------- | ---- |
| 1               | 26  | Dani Pedrosa     | Honda       | 23      | 42:28.066    | 1        | 25   |
| 2               | 99  | Jorge Lorenzo    | Yamaha      | 23      | +4.014       | 2        | 20   |
| 3               | 4   | Andrea Dovizioso | Honda       | 23      | +6.196       | 8        | 16   |
| 4               | 27  | Casey Stoner     | Ducati      | 23      | +25.703      | 3        | 13   |
| 5               | 33  | Marco Melandri   | Honda       | 23      | +25.735      | 14       | 11   |
| 6               | 14  | Randy de Puniet  | Honda       | 23      | +25.965      | 6        | 10   |
| 7               | 11  | Ben Spies        | Yamaha      | 23      | +28.806      | 7        | 9    |
| 8               | 41  | Aleix Espargaró  | Ducati      | 23      | +40.172      | 9        | 8    |
| 9               | 58  | Marco Simoncelli | Honda       | 23      | +41.394      | 11       | 7    |
| 10              | 65  | Loris Capirossi  | Suzuki      | 23      | +42.107      | 12       | 6    |
| 11              | 7   | Hiroshi Aoyama   | Honda       | 23      | +43.095      | 10       | 5    |
| 12              | 40  | Héctor Barberá   | Ducati      | 23      | +43.363      | 13       | 4    |
| 13              | 5   | Colin Edwards    | Yamaha      | 23      | +1:14.393    | 5        | 3    |
| 14              | 19  | Álvaro Bautista  | Suzuki      | 23      | +1:24.389    | 16       | 2    |
| Ret             | 36  | Mika Kallio      | Ducati      | 8       | Caída        | 15       |      |
| Ret             | 69  | Nicky Hayden     | Ducati      | 5       | Caída        | 4        |      |
| DNS             | 46  | Valentino Rossi  | Yamaha      |         | No participó |          |      |
| Reporte Oficial |     |                  |             |         |              |          |      |

Notas:
- Pole Position :  Dani Pedrosa, 1:48.819
- Vuelta Rápida :  Dani Pedrosa, 1:49.531

### Resultados Moto2
| Pos.            | N.º | Piloto              | Constructor | Vueltas | Tiempo       | Parrilla | Pts. |
| --------------- | --- | ------------------- | ----------- | ------- | ------------ | -------- | ---- |
| 1               | 29  | Andrea Iannone      | Speed Up    | 21      | 41:05.374    | 1        | 25   |
| 2               | 40  | Sergio Gadea        | Pons Kalex  | 21      | +2.764       | 6        | 20   |
| 3               | 3   | Simone Corsi        | MotoBi      | 21      | +2.799       | 26       | 16   |
| 4               | 12  | Thomas Lüthi        | Moriwaki    | 21      | +2.814       | 9        | 13   |
| 5               | 24  | Toni Elías          | Moriwaki    | 21      | +3.404       | 2        | 11   |
| 6               | 48  | Shoya Tomizawa      | Suter       | 21      | +3.826       | 5        | 10   |
| 7               | 2   | Gábor Talmácsi      | Speed Up    | 21      | +7.209       | 7        | 9    |
| 8               | 72  | Yuki Takahashi      | Tech 3      | 21      | +8.377       | 19       | 8    |
| 9               | 60  | Julián Simón        | Suter       | 21      | +8.584       | 10       | 7    |
| 10              | 6   | Alex Debón          | FTR         | 21      | +8.931       | 15       | 6    |
| 11              | 15  | Alex de Angelis     | Force GP210 | 21      | +9.149       | 3        | 5    |
| 12              | 55  | Héctor Faubel       | Suter       | 21      | +9.991       | 12       | 4    |
| 13              | 25  | Alex Baldolini      | I.C.P.      | 21      | +12.219      | 11       | 3    |
| 14              | 65  | Stefan Bradl        | Suter       | 21      | +19.110      | 23       | 2    |
| 15              | 10  | Fonsi Nieto         | Moriwaki    | 21      | +19.680      | 35       | 1    |
| 16              | 77  | Dominique Aegerter  | Suter       | 21      | +19.994      | 29       |      |
| 17              | 17  | Karel Abraham       | FTR         | 21      | +24.969      | 20       |      |
| 18              | 44  | Roberto Rolfo       | Suter       | 21      | +25.769      | 16       |      |
| 19              | 19  | Xavier Siméon       | Moriwaki    | 21      | +31.094      | 13       |      |
| 20              | 68  | Yonny Hernández     | BQR-Moto2   | 21      | +31.171      | 27       |      |
| 21              | 45  | Scott Redding       | Suter       | 21      | +37.770      | 28       |      |
| 22              | 71  | Claudio Corti       | Suter       | 21      | +39.183      | 22       |      |
| 23              | 53  | Valentin Debise     | ADV         | 21      | +39.405      | 37       |      |
| 24              | 41  | Arne Tode           | Suter       | 21      | +40.613      | 18       |      |
| 25              | 21  | Vladimir Leonov     | Suter       | 21      | +43.358      | 38       |      |
| 26              | 9   | Kenny Noyes         | Promoharris | 21      | +43.997      | 22       |      |
| 27              | 8   | Anthony West        | MZ-RE Honda | 21      | +53.748      | 39       |      |
| 28              | 59  | Niccolò Canepa      | Force GP210 | 21      | +54.387      | 31       |      |
| 29              | 76  | Bernat Martínez     | Bimota      | 21      | +57.035      | 36       |      |
| 30              | 88  | Yannick Guerra      | Moriwaki    | 21      | +58.612      | 40       |      |
| Ret             | 39  | Robertino Pietri    | Suter       | 18      | Caída        | 32       |      |
| Ret             | 14  | Ratthapark Wilairot | Bimota      | 16      | Caída        | 24       |      |
| Ret             | 63  | Mike Di Meglio      | Suter       | 15      | Caída        | 21       |      |
| Ret             | 61  | Vladimir Ivanov     | Moriwaki    | 15      | Ret          | 30       |      |
| Ret             | 35  | Raffaele De Rosa    | Tech 3      | 11      | Caída        | 14       |      |
| Ret             | 75  | Mattia Pasini       | MotoBi      | 7       | Caída        | 25       |      |
| Ret             | 16  | Jules Cluzel        | Suter       | 4       | Caída        | 4        |      |
| Ret             | 80  | Axel Pons           | Pons Kalex  | 4       | Ret          | 8        |      |
| Ret             | 96  | Anthony Delhalle    | BQR-Moto2   | 3       | Caída        | 41       |      |
| Ret             | 52  | Lukáš Pešek         | Moriwaki    | 2       | Caída        | 17       |      |
| DNS             | 5   | Joan Olivé          | Promoharris | 0       | No participó | 34       |      |
| Reporte Oficial |     |                     |             |         |              |          |      |

Notas:
- Pole Position :  Andrea Iannone, 1:55.598
- Vuelta Rápida :  Andrea Iannone, 1:55.647

## Resultados 125cc
| Pos.            | N.º | Piloto               | Constructor | Vueltas | Tiempo       | Parrilla | Pts. |
| --------------- | --- | -------------------- | ----------- | ------- | ------------ | -------- | ---- |
| 1               | 93  | Marc Márquez         | Derbi       | 20      | 39:53.153    | 6        | 25   |
| 2               | 40  | Nicolás Terol        | Aprilia     | 20      | +0.039       | 4        | 20   |
| 3               | 44  | Pol Espargaró        | Derbi       | 20      | +0.116       | 2        | 16   |
| 4               | 38  | Bradley Smith        | Aprilia     | 20      | +0.161       | 3        | 13   |
| 5               | 7   | Efrén Vázquez        | Derbi       | 20      | +10.281      | 8        | 11   |
| 6               | 35  | Randy Krummenacher   | Aprilia     | 20      | +10.364      | 5        | 10   |
| 7               | 12  | Esteve Rabat         | Aprilia     | 20      | +10.562      | 7        | 9    |
| 8               | 71  | Tomoyoshi Koyama     | Aprilia     | 20      | +36.341      | 10       | 8    |
| 9               | 14  | Johann Zarco         | Aprilia     | 20      | +36.411      | 9        | 7    |
| 10              | 99  | Danny Webb           | Aprilia     | 20      | +36.730      | 13       | 6    |
| 11              | 94  | Jonas Folger         | Aprilia     | 20      | +36.775      | 23       | 5    |
| 12              | 5   | Alexis Masbou        | Aprilia     | 20      | +45.871      | 17       | 4    |
| 13              | 78  | Marcel Schrötter     | Honda       | 20      | +45.879      | 18       | 3    |
| 14              | 53  | Jasper Iwema         | Aprilia     | 20      | +45.895      | 11       | 2    |
| 15              | 15  | Simone Grotzkyj      | Aprilia     | 20      | +46.060      | 20       | 1    |
| 16              | 51  | Riccardo Moretti     | Aprilia     | 20      | +50.305      | 22       |      |
| 17              | 84  | Jakub Kornfeil       | Aprilia     | 20      | +50.789      | 21       |      |
| 18              | 95  | Alessandro Tonucci   | Aprilia     | 20      | +53.145      | 15       |      |
| 19              | 98  | Mattia Tarozzi       | Aprilia     | 20      | +1:19.447    | 26       |      |
| 20              | 97  | Armando Pontone      | Aprilia     | 20      | +1:19.541    | 28       |      |
| 21              | 63  | Zulfahmi Khairuddin  | Aprilia     | 20      | +1:19.545    | 27       |      |
| 22              | 60  | Michael van der Mark | Lambretta   | 20      | +1:21.764    | 29       |      |
| Ret             | 23  | Alberto Moncayo      | Aprilia     | 16      | Caída        | 14       |      |
| Ret             | 92  | Luigi Morciano       | Aprilia     | 16      | Caída        | 16       |      |
| Ret             | 69  | Louis Rossi          | Aprilia     | 14      | Caída        | 31       |      |
| Ret             | 50  | Sturla Fagerhaug     | Aprilia     | 12      | Ret          | 19       |      |
| Ret             | 11  | Sandro Cortese       | Derbi       | 7       | Caída        | 1        |      |
| Ret             | 32  | Lorenzo Savadori     | Aprilia     | 4       | Ret          | 25       |      |
| Ret             | 96  | Tommaso Gabrielli    | Aprilia     | 3       | Caída        | 24       |      |
| Ret             | 72  | Marco Ravaioli       | Lambretta   | 3       | Ret          | 32       |      |
| Ret             | 87  | Luca Marconi         | Aprilia     | 1       | Ret          | 30       |      |
| DNS             | 39  | Luis Salom           | Aprilia     | 0       | No participó | 12       |      |
| DNS             | 26  | Adrián Martín        | Aprilia     |         | No participó |          |      |
| Reporte Oficlal |     |                      |             |         |              |          |      |

Notas:
- Pole Position :  Sandro Cortese, 1:58.315
- Vuelta Rápida :  Bradley Smith, 1:58.009